# Ашимбаев, Туймебай Ашимбаевич
Туймебай Ашимбаевич Ашимбаев (20 мая 1918, аул Джанакогам, Аулиеатинский уезд, Сырдарьинская область, Туркестанская АССР, РСФСР — 15 марта 1995, Алма-Ата) — советский казахский учёный-экономист. Происходит из племени ысты.

## Биография
Родился в ауле Джанакогам Аулиеатинского уезда Сырдарьинской области (ныне — Шуский район, Джамбулская область).
В 1935—41 гг. — учился в Киргизском финансово-экономическом техникуме, Ленинградском финансово-экономическом институте.
В 1941—45 гг. — Участник Великой Отечественной войны, обороны Ленинграда. В июле 1941 г. Куйбышевским райвоенкоматом г. Ленинграда был призван в ряды Советской Армии сначала рядовым, потом политработником в Политуправление фронта. В ноябре 1942 года был направлен для работы в редакцию газеты «На страже Родины» Ленинградского фронта и был зачислен в штат казахского издания этой газеты («Отанды коргауда»). В редакции проработал с декабря 1942 по ноябрь 1945 год в должности секретаря, переводчика, редактора. Здесь были последовательно присвоены звания «младшего лейтенанта», «лейтенанта», «старшего лейтенанта». За образцовое выполнение задания командования фронта, был награждён орденом «Красная Звезда», медалью «За оборону Ленинграда».
В 1945 году — студент ЛФЭИ. В ноябре 1945 года по ложному обвинению был арестован вместе с двумя сотрудникам редакции и привлечен к ответственности по ст. 58, п. 10, ч. 1 УК РСФСР. В январе 1946 г. Военным трибуналом Ленинградского военного округа осужден на 6 лет лишения свободы с поражением в правах на 2 года за контрреволюционную деятельность, виновным себя не признал. До ноября 1951 г. отбывал несправедливое наказание в лагерях УМВД Ленинградской области, в Чистьюнских лагерях в Алтайском крае. В ноябре 1951 г. по окончании срока был освобожден из-под заключения. О годах, проведенных в ссылке, Туймебай Ашимбаевич писал, что они имели «свои положительные моменты. Мне часто приходилось встречаться со многими людьми, интересными во многих отношениях. Как ни парадоксально, их взгляды на нашу действительность, были противоположны тому, что им приписывалось. Эти люди производили впечатление по уровню, человечности, знаниям, опыту жизни и своим нравственным качествам, достойным подражания. Мне в этой ситуации повезло тем, что прошел и школу добрых чувств».
В 1952—58 гг. — экономист Алма-Атинской базы «Казглавместснабсбыта». В апреле 1957 г. Пленум Верховного Суда СССР отменил приговор и реабилитировал Ашимбаева. Дело было прекращено за отсутствием состава преступления.
Окончил Казахский государственный университет им. С. М. Кирова (1958 г.), экономист, доктор экономических наук (тема диссертации: «Проблемы повышения эффективности основных фондов промышленности (на материалах Казахстана)», 1967 г.), профессор, академик АН КазССР (1983 г.).

В 1958—95 гг. — младший научный сотрудник, учёный секретарь, старший научный сотрудник, зав. сектором, зам. директора, и. о. директора (с 1973 г.) директор (1974—1988), советник при дирекции, почетный директор Института экономики АН Казахстана.
Из воспоминаний М. Б. Кенжегузина: «Вспоминаю Туймебая Ашимбаевича и перед глазами встает образ высокого, стройного, красивого человека с седыми, как серебро, волосами и доброй, все понимающей улыбкой. У него был сложный жизненный путь, где была Великая Отечественная война, незаконные репрессии, борьба за справедливость, учёба уже в зрелом возрасте, освоение профессии экономиста, ставшей призванием всей его жизни. Вся вторая половина его зрелой жизни связана с экономической наукой, с Институтом экономики Национальной Академии, где он прошел все этапы научного пути от младшего научного сотрудника до директора Института — академика Академии наук республики. Под его руководством Институт исследовал самые актуальные, мало разработанные проблемы экономической жизни Казахстана. Это и проблемы эффективного использования ресурсов (природных, производственных, трудовых), и проблемы научно-технического прогресса, капитальных вложений и основных фондов, и проблемы управления экономикой, и многие другие. Его самой главной, отличительной чертой было неиссякаемое трудолюбие, постоянная работа, самодисциплина, точность, и в этом он был первым примером для все, кто с ним работал. Надо сказать, что работе, Институту он отдавал всего себя. Мне не пришлось много поработать непосредственно с Туймебаем Ашимбаевичем, но из рассказов сотрудников и моих собственных впечатлений я знаю, как много он работал и как порою нелегко было отвлекать его даже по необходимым вопросам. Так и видишь его, сидящим за рабочим столом, склоненным над очередным научным трудом».
Скончался 15 марта 1995 года, похоронен на Кенсайском кладбище.

## Награды
- орден Отечественной войны 2-й ст.
- орден Красной Звезды
- орден Трудового Красного Знамени (19.05.1988)[8]
- орден Дружбы народов
- Заслуженный деятель науки КазССР
- Лауреат премии АН Казахстана им. Ч. Ч. Валиханова

## Семья
В первом браке был женат на Голубевой Александре Константиновне (1919—2010). Дочь Наталья Ашимбаева (род. 1944), канд. филол. наук, директор Музея Ф. М. Достоевского (Санкт-Петербург).
Во втором браке: жена Ашимбаева Бибирашида Оспановна (1923—1998); дочь Алида Ашимбаева (1955—2014), доктор экономических наук, профессор.
Брат — Ашимбаев, Туткабай Ашимбаевич (1921—1983).